# Natação nos Jogos Olímpicos de Verão da Juventude de 2014 - 50 m mariposa Moças
As provas de natação' dos' 50 m mariposa de moças nos Jogos Olímpicos de Verão da Juventude de 2014 decorreram a 19 e 20 de Agosto de 2014 no natatório do Centro Olímpico de Desportos de Nanquim em Nanquim, China. Na final, o Ouro foi ganho pela russa Rozaliya Nasretdinova, Svenja Stoffel da Suíça foi Prata e, a eslovena Nastja Govejsek foi Bronze .

## Medalhistas
| Ouro   | RUS Rozaliya Nasretdinova |
| Prata  | SUI Svenja Stoffel        |
| Bronze | SLO Nastja Govejsek       |

## Resultados da final
| Pos.              | Linha | Nadador                   | Tempo total | Diferença |
| ----------------- | ----- | ------------------------- | ----------- | --------- |
| Medalha de ouro   | 4     | RUS Rozaliya Nasretdinova | 26.26       |           |
| Medalha de prata  | 6     | SUI Svenja Stoffel        | 26.62       | +0.36     |
| Medalha de bronze | 5     | SLO Nastja Govejsek       | 26.70       | +0.44     |
| 4                 | 3     | AUS Brianna Throssel      | 26.72       | +0.46     |
| 5                 | 7     | HUN Liliana Szilagyi      | 26.82       | +0.56     |
| 6                 | 2     | NOR Elise Olsen           | 26.85       | +0.59     |
| 7                 | 8     | SVK Barbora Misendova     | 26.95       | +0.69     |
| 8                 | 1     | BRA Giovanna Diamante     | 27.40       | +1.14     |